# El último amor en Tierra del Fuego
 El último amor en Tierra del Fuego  es una película de Argentina filmada en Eastmancolor dirigida por Armando Bó según su propio guion que se estrenó el 11 de octubre de 1979 y que tuvo como actores principales a Isabel Sarli, Armando Bó, Víctor Bó y Alberto Martín.

## Sinopsis
Una exdiva que se retiró a vivir en Tierra del Fuego se enamora de un hombre viudo.

## Reparto
- Isabel Sarli
- Armando Bó
- Víctor Bó
- Alberto Martín
- Jorge Barreiro
- Marcelo José
- Adelco Lanza
- Juan Carlos Prevende
- Augusto Larreta

## Comentarios
LS en Clarín dijo:

«Un binomio fiel a su estilo.»

Convicción dijo:

«Una obra de transición dentro de la extensa saga isabelina, poblada de notables experimentos en su montaje y con un lenguaje efusivo intenso y por momentos abstracto…una de las obras más ricas, revulsivas y fascinantes que ha dado la cinematografía en los últimos años.»

Manrupe y Portela escriben:

«Vuelta de tuerca naif en el ocaso del dúo. Hay pocos desnudos, un izamiento de bandera emocionante, una visita al por entonces conflictivo Beagle y un niño a conquistar. Incluye metraje filmado años atrás en China Popular, en un viaje turístico de la pareja rodado en Súper 8..»

El suplemento Radar de Página/12 consideró en 2006: 

«Mientras la comedia pícara fomentaba lo peor, el gran cultor de la pornografía ingenua se toma a la chacota todos los símbolos y valores predicados por la dictadura. La escena en que la Coca, maestra de frontera, iza el pabellón nacional en el confín más austral de la Patria, ataviada con un minúsculo guardapolvo, es de una exquisita y mamarracha ironía.»